# Arnold Mattschull
Arnold Mattschull (* 15. September 1951) ist ein deutscher Manager und ehemaliger Automobilrennfahrer.

## Karriere
Mattschull startete 1987 in der DTM und belegte Platz 31 in der Gesamtwertung. 1988 blieb er in der DTM und belegte Platz 42. Außerdem fuhr er in der Tourenwagen-Europameisterschaft. 1989 startete er in der DTM und erreichte Gesamtplatz 43. 1993 fuhr er im Porsche Supercup und im deutschen Porsche Carrera Cup, in welchem er auch 1994 startete. 2011 fuhr er in der Ferrari Challenge Europa – Coppa Shell und wurde Neunter in der Gesamtwertung.

## Sonstiges
Sein Sohn Alexander Mattschull ist ebenfalls Rennfahrer. Arnold Mattschull war bis Januar 2019 CEO von Takko.
Nachdem er sich bei Takko verabschiedet hat, trat sein Sohn die Nachfolge als CEO an.

## Karrierestationen
- 1987: Deutsche Tourenwagen-Meisterschaft (Platz 31)
- 1988: Deutsche Tourenwagen-Meisterschaft (Platz 42)
- 1988: Tourenwagen-Europameisterschaft
- 1989: Deutsche Tourenwagen-Meisterschaft (Platz 43)
- 1993: Porsche Supercup
- 1993: Porsche Carrera Cup Deutschland
- 1994: Porsche Carrera Cup Deutschland
- 2011: Ferrari Challenge Europe – Coppa Shell (Platz 9)